# 觀霧國家森林遊樂區

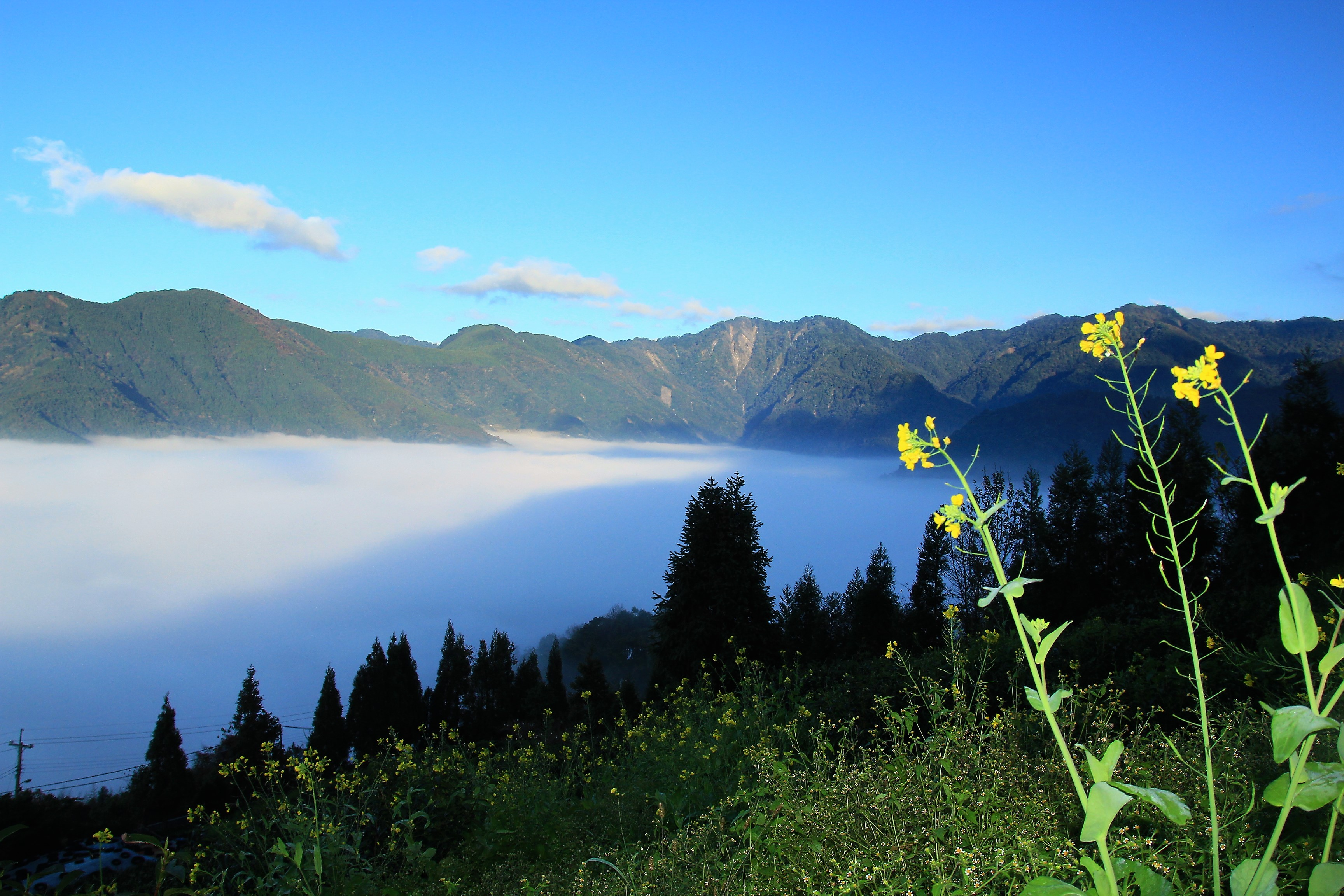
觀霧的雲海

觀霧國家森林遊樂區位於台灣新竹縣五峰鄉與苗栗縣泰安鄉交界處，海拔高約2,000公尺，以其終年雲霧繚繞而得名，泰雅語原名茂義利(Mogili)。管理單位為農業部林業及自然保育署新竹分署，區內具有瀑布、雲海日出、雪霸連峰、巨大檜木群等特殊景觀。春夏時節百花齊放，秋冬時節楓紅層層，而高山雪景更是遠近馳名。
觀霧國家森林遊樂區有機會觀賞到冠羽畫眉、紅頭山雀、帝雉、藍腹鷴等鳥類。
觀霧國家森林遊樂區中步道有瀑布、巨木、榛山、賞鳥、蜜月、雲霧共六條。

## 外部連結
- 森林遊憩 - 觀霧國家森林遊樂區 - 山林悠遊網 （页面存档备份，存于）
- 旅遊資訊 - 國家森林遊樂區 - 觀霧國家森林遊樂區 （页面存档备份，存于）
- 觀霧國家森林遊樂區 - 交通部觀光局 （页面存档备份，存于）
- 觀霧國家森林遊樂區 - 國家森林遊樂區 _ 交通部中央氣象局
- 微笑台灣：到雪霸觀霧，一定要款款行 （页面存档备份，存于）
- 觀霧國家森林遊樂區的Facebook專頁